# Джон Стюарт, герцог Олбані
Джон Стюарт (англ. John Stewart; 8 липня 1482 — 2 липня 1536) — державний і політичний діяч Шотландського королівства, регент у 1515—1524 роках, в період неповноліття Якова V.

## Життєпис

### Молоді роки
Походив з династії Стюартів. Онук короля Яківа II. Син Олександра Стюарта, герцога Олбані, який програв у протистоянні зі своїм братом — королем Яковом III — і втік з Шотландії до Франції в 1479 році, і Анни де ла Тур (доньки Бертрана VI де Ла Тура, графа Оверні). результатом шлюбу стало народження Джона у 1482 році. Потім повернувся до Шотландії після примирення зі своїм братом-королем, але в 1483 році втік до Франції вдруге, бувши в Шотландії засудженим до смертної кари за зраду, а 1485 року загинув на турнірі в Парижі. Тому Джон фактично виховувався матір'ю. Через наявність у нього зведених братів деякий час вирішувалося питання спадковості. Проте останніх визнано нелегітимними, а Джон Стюарт став новим герцогом Олбані і графом Марч.
15 лютого 1487 року його мати вийшла заміж за графа Луї де Сейсселя. З 1504 року розглядався як спадкоємець шотландського трону першої або другої черги. 8 липня 1505 року пошлюбив стриєчну сестру — Анну де Ла Тур, внаслідок чого увійшов до вищої французької аристократії. 1512 року помирає його мати, а 1513 року загинув в битві з англійцями Яків IV, король Шотландії, стриєчний брат Джона.

### Регент
Невдовзі у Шотландії почалося протистояння між кланами при регентстві Маргарити Тюдор, матері малолітнього короля Якова V. Олбані був покликаний кардиналом Джеймсом Бітон стати регентом Шотландії в 1514 році, коли Маргарита вийшла заміж за Арчибальда Дугласа, графа Ангуса, побоюючись всевладдя останнього. Джон Стюарта підтримав французький король Людовик XII, який був зацікавлений в збереженні в Шотландії свого впливу в умовах протистояння з Англією, союзницею Священної Римської імперії. Герцог Олбані прибув до Дамбартона з ескадрою у вісім французьких кораблів. Невдовзі він взяв в облогу королеву в Стерлінгу, яку змусив здатися. Втім Маргарита Тюдор зреклася 1515 року регентства та видала під опіку Джонові своїх королівських дітей. Новим регентом став герцог Олбані. 1516 року Маргарита Тюдор була змушена втекти до Англії. Внаслідок цього Арчибальд Дуглас також підкорився регенту.
У 1515—1516 роках багато приділяв уваги зміцненню королівських фортець та замків, їх облаштування та прикрашання. Для цього привіз численних французьких майстрів. Також завдяки Жану де Лавалю значно покращив шотландську артилерію.
У 1517—1520 роками Джон Стюарт перебував у Франції і здійснював регентство не на місці, а через своїх лейтенантів, зокрема Антуана д'Арсеса де ла Басті, та Джеймса Бітона, якого призначив лорд-канцлером. 26 серпня 1517 року підписав з герцогом Карлом Алансонським (представляв короля Франції) Руанський договір, що відновив союз між Францією та Шотландією. При цьому було домовлено про шлюб короля Якова V і французької принцеси. 1518 року в замку Сен-Сатурнін в Оверні домовився зі швагером Лоренцо Медічі про розподіл  земель Овернської спадщини своїх дружин. У березні 1519 року папа римський Лев X підтвердив стародавні привілеї шотландської корони, зазначивши, що він діяв за благанням Олбані.
Влітку 1520 року вирушив до Риму. Майстер папських церемоній образився, коли Олбані прибув до Ватикану під час вечірні і сидів з кардиналами в День Вознесіння. Він змусив Олбані встати, і, чекаючи на папу римського, Олбані сів на табуретку кардинала. Лев X видав нову буллу, що підтверджує його захист Шотландії та Якова V, а також регентство Джона Олбані. У листопаді 1521 року той повернувся до Шотландії.
В цей час у Шотландії королева-удова Маргарита Тюдор намагалася повернути собі регентство, але марно. Згодом вона стала намагатися розлучитися з Арчибальдом Дугласом (той завів собі коханку Джейн Стюарт), для чого звернулася до Джона, що в цей час повернувся до Шотландії. Він прибув до Единбурзького замку, де мешкав король і на публічній церемонії хранитель передав йому ключі, які він передав Маргариті, яка повернула їх герцогу Олбані, що підтвердило регентство останнього. Таким чином Олбані зміг утримати перевагу над Дугласом, якому у грудні того ж року висунув звинувачення у державній зраді, а пізніше відправив його практично у полон до Франції. Гевін Дуглас, єпископ Данкельд, поскаржився Генріху VIII, королю Англії, на уряд Олбані.
У листопаді 1522 року Джон Стюарт в рамках військового союзу з Францією, яка знову була в стані війни з Англією, рушив з армією до Нортумберленду, але затримався для облоги ключового прикордонного замку Ворк (на річці Твід), який захищав капітан Вільям Лайл. Попри попередній успіх Стюарту не вдалося захопити замок. 1523 року знову підійшов до Ворку, а потім відступив при прибутті Чарльза Брендона, герцога Саффолка. Тим самим не дозволив використовувати північноанглійські загони в Пікардії проти французької армії.
Наприкінці 1524 року за підтримки клану Гамільтон Якова V було оголошено повнолітнім, відповідно скасовувалося регентство герцога Олбані. Невдовзі повернувся Арчибальд Дуглас і взяв Единбург у лютому 1525 року, де фактично полонив короля. Згодом скликаний парламент створив орган Лорд статей, що фактично замінив регентську раду. Тут провідна роль належала Арчибальду Дугласу і Джеймсу Бітону, архієпископу Сент-Андрюса.

### Подальша діяльність
Джон Олбані повернувся до Франції. Тут під час нової військової кампанії в Італії призначений командувати військом, що повинно було протистояти папській армії, а потім захопити Неаполь. Під час руху до мети дійшла звістка про нищівну поразку французького війська в битві під Павією та полон короля Франциска I. Це деморалізувало солдатів. Щоб зберегти військо, де почалося дезертирство герцог Олбані повернувся до Провансу.
1527 року відправив подарунки королю Якову V, а 1530 року прибув до Риму, де представляв Францію і Шотландію. Тут вів тривалі перемовини щодо шлюбу шотландського короля з Катериною Медічі. Як компенсацію за шлюб, що не відбувся, Олбані домігся від Папського престолу запровадження постійного податку на шотландське духовенство на користь королівської скарбниці у розмірі 10 тис. фунтів стерлінгів на рік. За цим у 1533 році повернувся до Франції. Перебував при дворі до самої смерті у 1536 році.

## Родина
Дружина — Анна, донька Жана IV де Ла Тур, графа д'Овернь
Діти:
- Анна (померла дитиною)

1 бастард